# Bucklin (Kansas)
Bucklin é uma cidade localizada no estado americano de Kansas, no Condado de Ford.

## Demografia
Segundo o censo americano de 2000, a sua população era de 725 habitantes. 
Em 2006, foi estimada uma população de 735, um aumento de 10 (1.4%).

## Geografia
De acordo com o United States Census Bureau tem uma área de 
1,4 km², dos quais 1,4 km² cobertos por terra e 0,0 km² cobertos por água.

## Localidades na vizinhança
O diagrama seguinte representa as localidades num raio de 36 km ao redor de Bucklin. 